# Scheyern
Scheyern là một đô thị ở huyện Pfaffenhofen bang Bayern thuộc nước Đức..